# Piarantus
Piarantus (Piaranthus) je rod rostlin z čeledi toješťovité. Jsou to bezlisté stonkové sukulenty s dužnatými vystoupavými stonky a hvězdovitými pětičetnými květy. Rod zahrnuje 16 druhů a vyskytuje se v jižní Africe. Piarantusy jsou pěstovány jako zajímavost ve sklenících botanických zahrad a ve specializovaných sbírkách sukulentů.

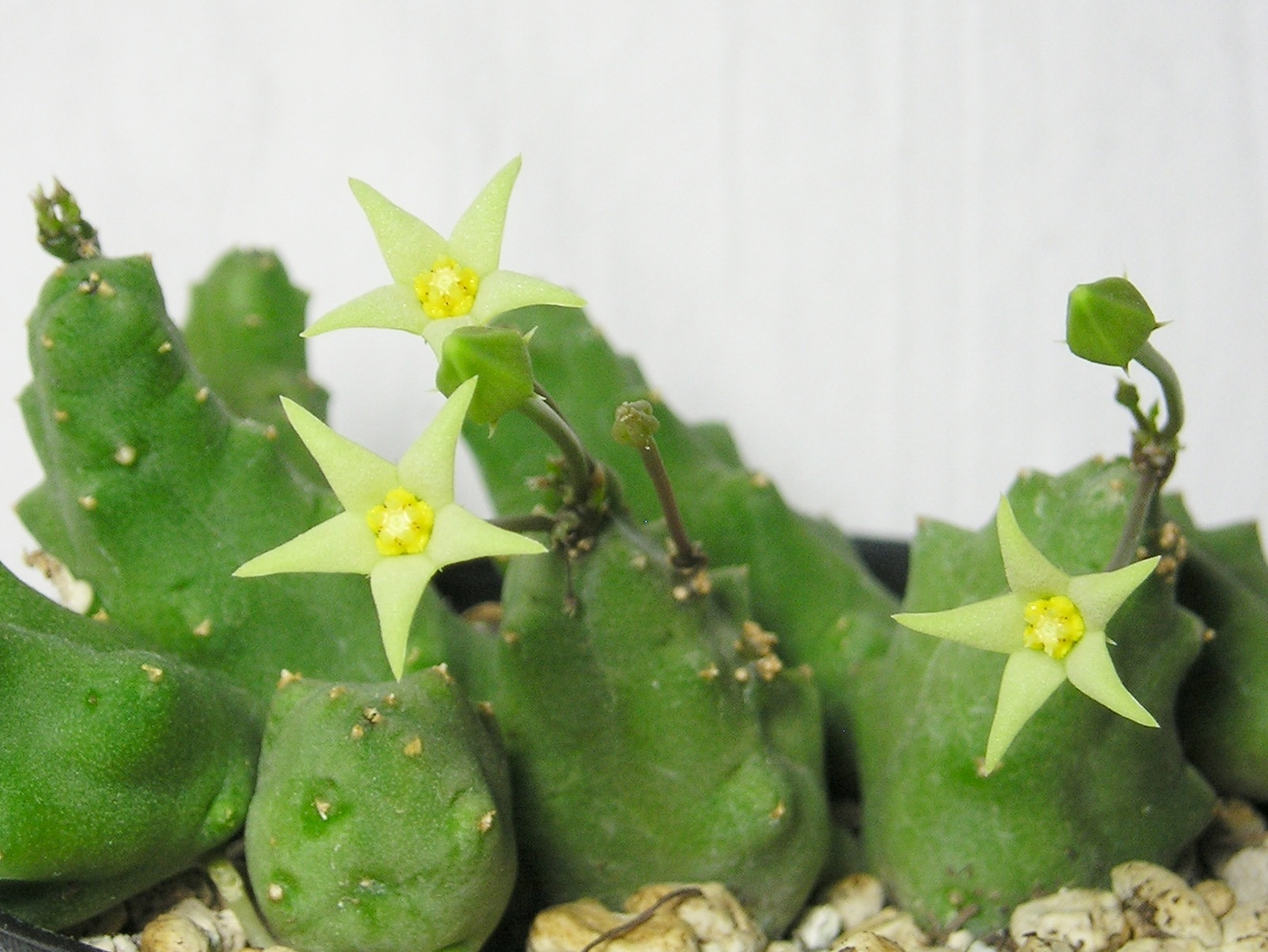
Piaranthus parvulus

## Popis
Zástupci rodu piarantus jsou drobné, beztrnné, bezlisté, sukulentní byliny. Stonky jsou zelené, šedozelené nebo rezavé, někdy purpurově skvrnité, silně sukulentní, tuhé, lysé, hladké nebo pokryté drobnými papilami, tupě čtyř nebo pětihranné, 1 až 15 cm dlouhé a 5 až 20 mm široké, s 1 až 8 mm dlouhými, tupými hrbolky, většinou poléhavé a pouze na konci vystoupavé. Hrbolky jsou zakončené malým trojúhelníkovitým ostnem podepřeným 2 kulovitými palistovými zoubky. Květenství jsou převážně jednotlivá, tvořená 1 až 5 květy. Květy jsou drobné až středně velké, o průměru 15 až 35 mm. Největší květy má druh P. atrosanguineus, nejmenší P. parvulus. U některých druhů jsou květy krátkověké, u jiných vytrvávají po dobu 2 až 4 dnů.
Kališní lístky jsou 1 až 9 mm dlouhé, kopinaté, na vrcholu špičaté nebo zašpičatělé.
Koruna je kolovitá až zvonkovitá, 6 až 45 mm široká, hluboce laločnatá, na vnější straně bledě zelená a často lehce purpurově skvrnitá, hladká a lysá, na vnitřní straně papilnatá, smetanová až tmavě červená a často s tmavší kresbou. Korunní trubka je krátká, miskovitá až neznatelná, jen 4 až 7 mm dlouhá a v ústí 5 až 10 mm široká. Pakorunka je 2 až 13 mm dlouhá, 2 až 7 mm široká, tvořená 2 kruhy laloků. Vnější laloky jsou redukované na zaoblené hrboly, vnitřní laloky jsou 1 až 10 mm dlouhé, kopinaté až vejčitě kopinaté, přitisklé ke hřbetům prašníků. Měchýřky jsou vzpřímené, 3 až 14 cm dlouhé, úzké.

## Rozšíření
Rod piarantus pochází z jižní Afriky. Zahrnuje 16 druhů. Je rozšířen v Jihoafrické republice, Namibii a Botswaně. Největší počet druhů se vyskytuje v jihoafrickém Kapsku.
Piarantusy rostou ve své domovině na kyselých písčitých půdách. Většina druhů roste v nadmořských výškách mezi 500 až 1000 metry. Druh P. decorus roste až do nadmořské výšky 1400 metrů, P. punctatus naopak roste v pobřežních nížinách.

## Ekologické interakce
Rostliny v přírodě tvoří řídké až husté trsy dosahující průměru až 1 metr a zpravidla rostou v částečném zastínění pod krytem nesukulentních keřovitých rostlin.
Většina druhů kvete pozdně, v období se zkracujícími se dny.
Květy tmavě kvetoucích druhů zpravidla páchnou po výkalech. Pach světlých květů může být rozličný, některé voní sladce po medu, jiné po hnijícím ovoci.

## Taxonomie
Rod Piaranthus je v rámci čeledi Apocynaceae řazen do podčeledi Asclepiadoideae a tribu Ceropegieae. V minulosti byl některé druhy řazeny do rodu Huerniopsis.

## Pěstování
Pěstování piarantusů je poměrně snadné, rostliny mají podobné nároky jako huernie.

## Význam
Piarantusy jsou pěstovány jako zajímavost ve sklenících botanických zahrad a ve specializovaných sbírkách sukulentů.